# Mort del nadó P
Peter Connelly (1 de març de 2006 - 3 d'agost de 2007), també conegut com a "Baby P", "Child A", o "Baby Peter", va ser un nadó britànic de 17 mesos que va morir a Londres, el 3 d'agost de 2007, després de patir més de cinquanta lesions durant un període de vuit mesos, durant el qual va ser vist reiteradament pels serveis per a nens del districte londinenc de Haringey i per professionals del Servei Nacional de Salut (NHS). El cas va donar lloc a diverses investigacions importants sobre com el departament de serveis socials del consell de Haringey desenvolupava la seva feina tenint cura de nens en perill.